# Mesoplia pilicrus
Mesoplia pilicrus är en biart som först beskrevs av Heinrich Friese 1902.  Mesoplia pilicrus ingår i släktet Mesoplia och familjen långtungebin. Inga underarter finns listade i Catalogue of Life.